# Rufo Criado
Rufino Criado Sualdea (Aranda de Duero, Burgos, 26 de agosto de 1952), conocido como Rufo Criado, es un pintor español constructivista, con incursiones en la fotografía. Fundador en el año 2003 y director del Centro de Arte Contemporáneo de Caja de Burgos, CAB, que dirigió hasta el año 2006. Cofundador del colectivo de acción artística y espacio alternativo A Ua Crag (agua que cruje) fundado en el año 1986.

## Trayectoria profesional
Criado es un pintor que ha generado un lenguaje propio entre el constructivismo, la fotografía y la luz. Su actividad profesional como artista, la ha desarrollado realizando exposiciones tanto nacionales como internacionales en instituciones y galerías de arte. Es un impulsor cultural que ha contribuido a la dinamización de la ciudad de Burgos y a posicionarla en el arte contemporáneo español.
Director del CAB, fue el principal artífice en la puesta en marcha del museo. No solo dirigió el museo, sino que realizó la programación con exposiciones de artistas de reconocido prestigio. También ha comisariado exposiciones. Una vez consolidada la institución, abandonó la dirección en el año 2006  para concentrarse en su producción artística.
Como artista constructivista figura en la plataforma en línea "Geoform", activa desde 2005, especializada en recopilar artistas internacionales que trabajan en el campo de la forma en el arte contemporáneo.
Participa en ferias internacionales de arte contemporáneo como en la feria española ARCO en múltiples ediciones, ArteSantander, Art Colonia en Alemania etc.
Su obra figura en la publicación “100 artistas españoles” de EXIT Publicaciones, y en el Archivo Documental de Artistas de Castilla y León (ADACYL) del MUSAC de León.

## Exposiciones

### Exposiciones individuales (Selección desde 1992)
- 1994  Galería Mainel. Burgos.

- 1995  Galería AELE - Evelyn Botella. Madrid. Casa de Cultura. Aranda de Duero.
- 1996  Galería Rita García. Valencia  “De la tierra, del silencio”. Colegio Oficial de Aparejadores. Burgos.
- 1997  “Of the silence”. Janus Avivson Gallery. Londres
- 1998  Universidad Pública de Navarra. Sala Carlos III. Pamplona  “Fragmentos de un orden”. Galería AELE-Evelyn Botella. Madrid. Centro Cultural Duero. Caja de Burgos. Aranda de Duero
- 1999  “Konstruktionen” Galería Adriana Schmidt. Stuttgart “Ombres d ́Automne. Galería Avivson. París
- 2000  “Memoria de las formas”. Galería Siboney. Santander (con Néstor Sanmiguel) “Sueños posibles”. Galería Lourdes Carcedo. Burgos  “Agua que trepa”. Galería AELE-Evelyn Botella. Madrid  “Azul-tierra”. Galería La Nave. Valencia  “Paisajes de la racionalidad. 1990-2000”. Sala Amós Salvador. Logroño 2001-2002“Cristal Metálico (Púrpura) Exposición itinerante por Castilla y León.
- 2003  “Cajas de luz” Galería AELE-Evelyn Botella. Madrid
- 2004  “Desplazamientos”. Galería Minimal Arte Contemporánea. Oporto. Portugal
- 2005  “Reflejos”. Galería Fernando Silió. Santander
- 2006  Galería La Nave. Valencia
- 2007  “Velocidad sobre el agua”. Galería AELE-Evelyn Botella.  “El puente de la visión”. Museo de Bellas Artes de Santander. Mercado del Este. Santander  “Ojos de agua”. Iglesia de Santa Eulalia de los Catalanes. Instituto Cervantes. Palermo. Italia
- 2008  “Ojos de agua”. Iglesia de San Biagio Maggiore. Nápoles. Italia  “Como quien usa un resplandor”. Galería Adora Calvo. Salamanca
- 2009  “Ojos de agua”. Instituto Cervantes. Varsovia. Polonia  “Ojos de agua". Instituto Cervantes. Nueva Delhi. India “Ojos de agua". Instituto Cervantes. Tokio. Japón.
- 2010  "En la distancia verde". CAB, Centro de Arte Caja de Burgos. "Cuando los sonidos sueñan". Galería Evelyn Botella. Madrid “Sonidos de luz”. Galería Juan Silió. Santander
- 2011  “Lugares de paso”. PhotoEspaña 2011. Galería Evelyn Botella. Madrid .
- “Resonancias” Galería Adora Calvo. Salamanca.[12]
- “33 lágrimas de silencio”. Museo Patio Herreriano. Valladolid
- 2012  “Ur soinuak. Sonidos de agua.Sounds of water” Sala Rekalde. Bilbao  “Abril 2012”. Galería Evelyn Botella. Madrid.
- 2013  “Montaña en el agua” Con Julián Valle. Galería Río 10. Quintanilla Vivar (Burgos).  “Abril 2012”. Casa de Cultura. Aranda de Duero (Burgos).
- 2014  “Contrapuntos ornamentales”. Centro de Arte Alcobendas. Madrid.

### Exposiciones colectivas(selección)
Su obra  forma parte de las exposiciones colectivas de arte abstracto más relevantes como en el IVAM en el año 2009 en la  exposición de arte abstracto titulada "La Línea roja" 
Otras exposiciones:  
- 1992  Art Assenede. (Bélgica).
- 37o Salón de Montrouge. París.
- “Pintores y Escultores Contemporáneos de Castilla y León”. EXPO ‘92. Salas del Arenal. Sevilla.
- IV Bienal de Pintura “Ciudad de Pamplona”.
- “De idiomas Desiguales”. Intercambio A Ua Crag / Kunst & Complex. 1a Parte Aranda de Duero “A Ua Crag”. Centrum Beeldende Kunst. Róterdam.
- “Uit ongelijke talen”. 2a Parte Intercambio Kunst & Complex / A Ua Crag. Róterdam.
- “A Ua Crag” Galería II Ventuno. Hasselt (Bélgica).
- IV Muestra Unión Fenosa. La Coruña.
- ART JONCTION CANNES ́96. Janus Avivson Gallery Cannes (Francia)
- ART COLOGNE ́96. Galería AELE-Evelyn Botella. Colonia
- ARCO ́97. Galería Rita García. Madrid
- “Arte 2000 en Castilla y León”. Itinerante: Burgo de Osma, Valladolid, León, Madrid. Oporto. (Exposición Universal Lisboa ́98)
- V Mostra Unión Fenosa. La Coruña. (Obra adquirida)
- Galerie Artline. Ámsterdam.
- “Ten New York artists-Ten European artists” AVIVSON at Lindenberg Gallery. Nueva York.
- XIV Premio de Pintura L ́Oreal. Madrid
- 14 Bienal “Ciudad de Zamora”. (Mención de Honor – Obra adquirida)
- “Arte para el Pabellón Araba”. Diputación Foral de Álava. Vitoria
- ARCO ́99. Galería AELE-Evelyn Botella. Madrid
- “Caminos”. Xacobeo ́99. Itinerante: Palencia, Comillas, Lugo, La Coruña, Gijón.
- “Propuestas”. Galería AVIVSON. París
- Galería Adriana Schmidt. Colonia. Alemania.
- “Arte 2000 en Castilla y León”. Instituto Cervantes. París

- “Abstracto II”. Trayecto Galería. Vitoria
- Colección Fundación Coca-Cola. Palacio de Abrantes. Salamanca
- Cabanyal. Portes obertes. IV Edició internacional d'Art Contemporani. Valencia
- “Paisajes intergeneracionales”. Academia de España. Roma
- III Trienal de Arte Gráfico. Palacio Revillagigedo. Gijón
- Adquisiciones Recientes, 2001-2002. Museo ARTIUM. Vitoria
- “Discursos”. Selección Colección Universidad de Navarra.. Sala Carlos III. Pamplona.
- Galería Mínimal. Oporto (Portugal)
- ARTE SANTANDER ́04. Visiones Urbanas. Plaza Juan Carlos I. Santander
- 17 Bienal de Pintura Ciudad de Zamora. (Concedido el 2o Premio)
- ARTELISBOA. Galería Minimal. Lisboa (Portugal)
- “Medidas y Extremas Razones” Sala Imagen. Sevilla y Museo de Bellas Artes. Cádiz
- FORO SUR ́08 y  ́09. Galería Adora Calvo. Cáceres.
- ARTE SANTANDER ́08. Galería Adora Calvo. Santander
- "La línea roja. Arte abstracto español en la Colección del IVAM". Valencia
- "¿Sin límites?. 2003-2010". Museo de Bellas Artes de Santander.
- “Archivo documental de artistas de Castilla y León”. MUSAC. León.
- “Travesía”. MAS Museo de Bellas Artes de Santander.
- “El Puente de la visión (1996-2011)”. MAS Museo de Bellas Artes de Santander.
- “Del siglo XIX al siglo XXI. Nuevos ingresos”. Museo de Burgos. Burgos
- “Fondo A UA CRAG al muro”. MUSAC. León
- “Espacialismo cromático”. IVAM. Valencia.

## Obras en Museos y colecciones
- ARTIUM. Centro-Museo Vasco de Arte Contemporáneo. Vitoria
- IVAM. Instituto Valenciano de Arte Moderno. Valencia
- MUSAC. León (Fondo A Ua Crag)
- Museo de Arte Contemporáneo Gas Natural Fenosa (MAC). La Coruña.
- Museo de Arte Moderno y Contemporáneo de Santander (MAS) Santander.
- Museo de Burgos. Burgos
- Calcografía Nacional. Museo de Bellas Artes de San Fernando. Madrid.
- Fundación Coca-Cola. Madrid
- Centro de Arte Caja de Burgos, CAB
- Colección CajaMadrid. Madrid
- Colección Universidad Pública de Navarra. Pamplona.
- Colección Junta de Castilla y León. Valladolid.
- Colección Ayuntamiento de Logroño
- Colección Ayuntamiento de Zamora
- Colección Ayuntamiento de Burgos
- Colección Colegio de Arquitectos Técnicos. Burgos INSALUD. Hospital de los Santos Reyes. Aranda de Duero